# Phymatodes alni
Phymatodes alni là một loài bọ cánh cứng trong họ Cerambycidae.

## Hình ảnh

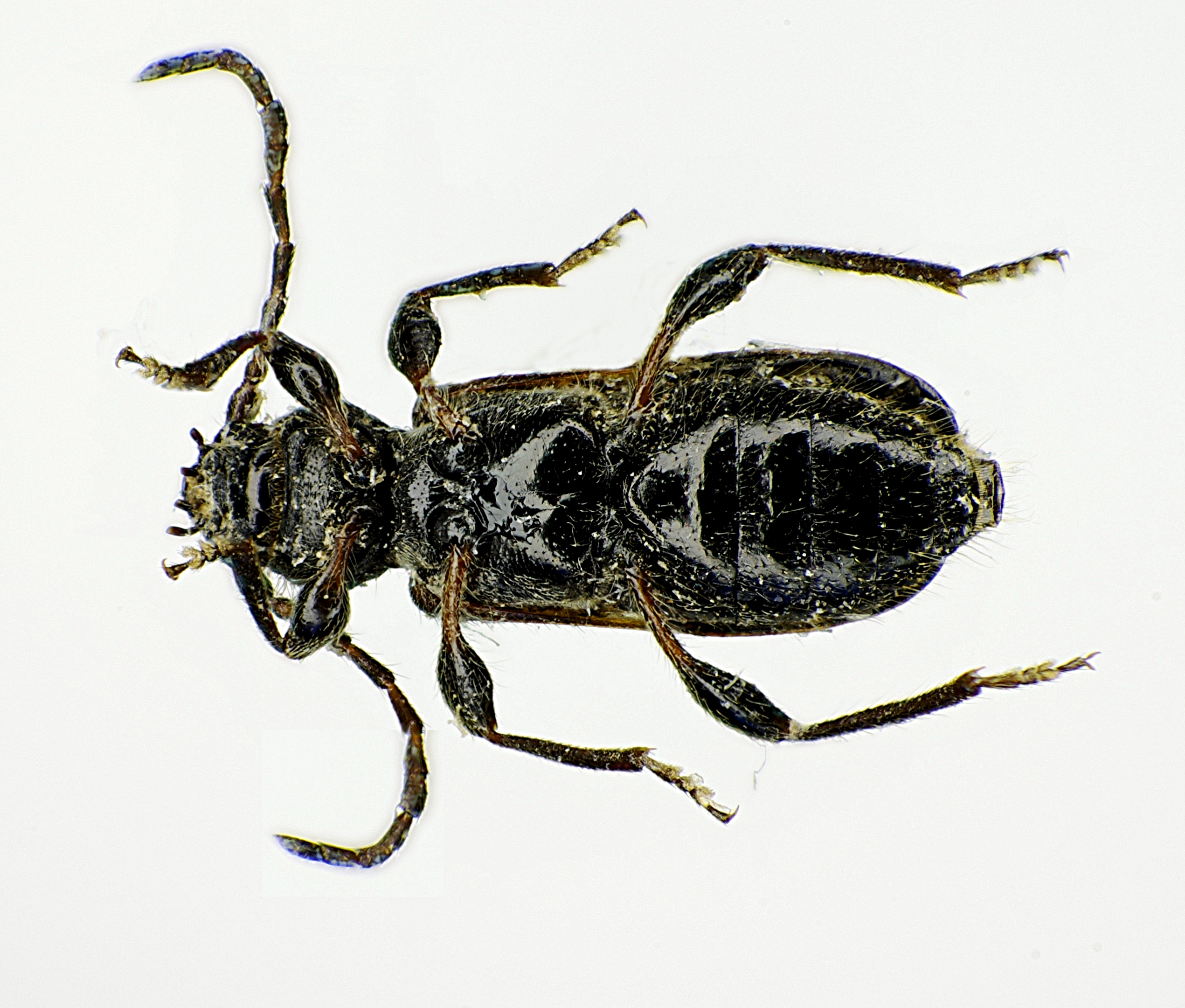
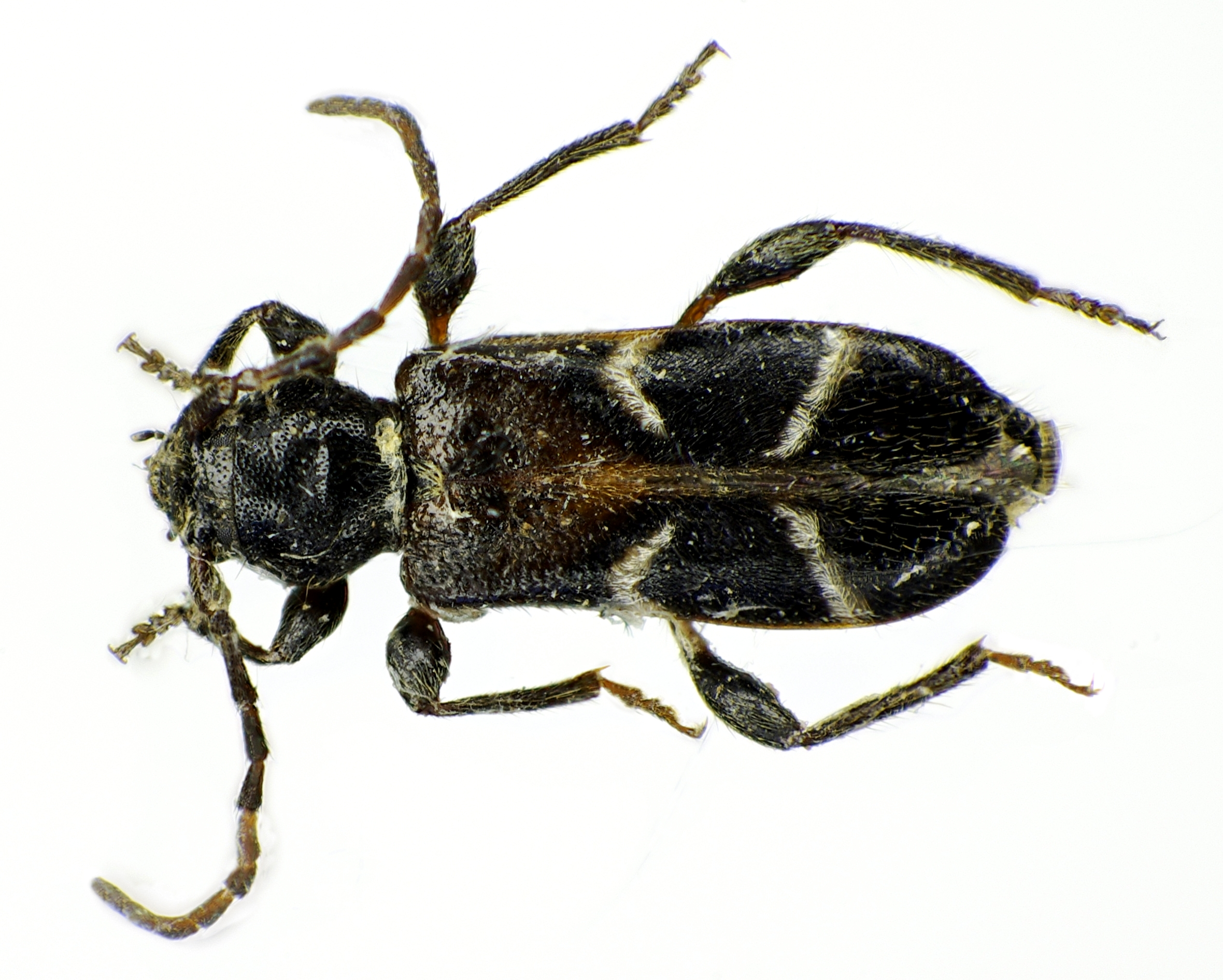
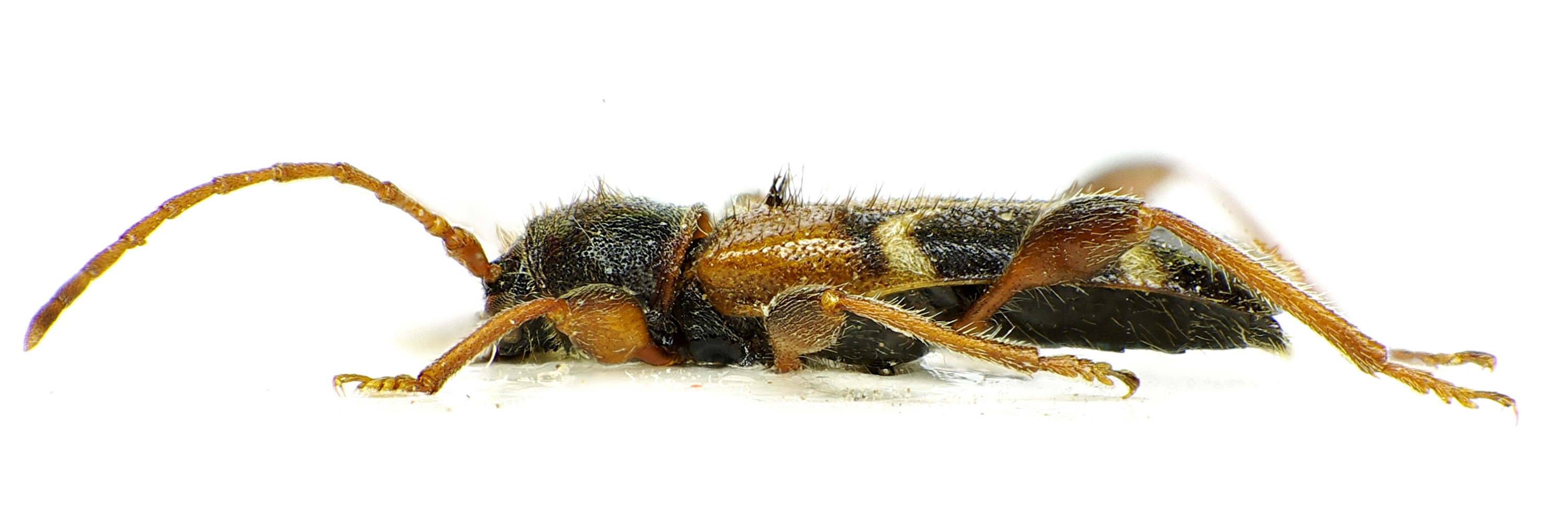
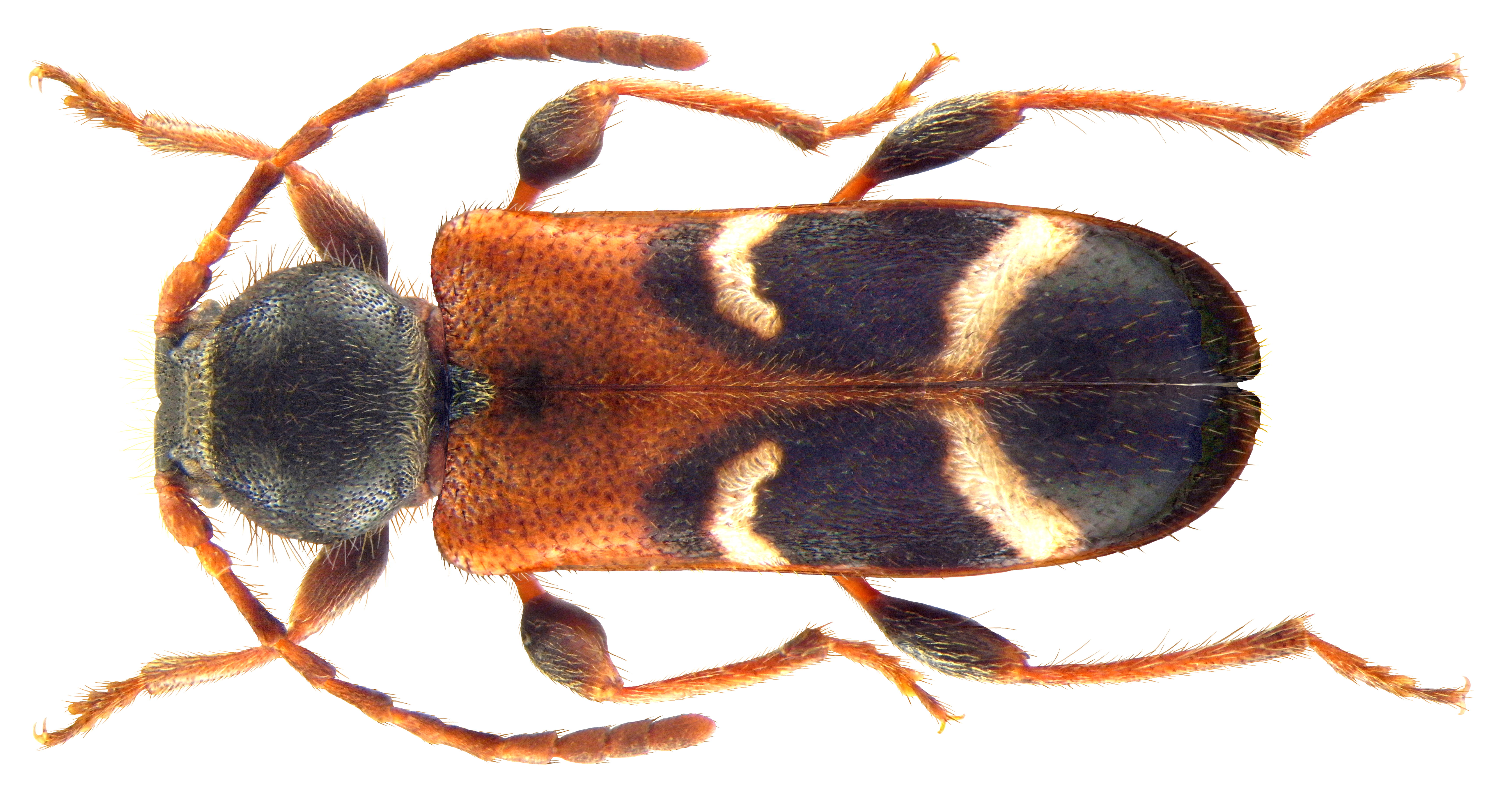